# Forces armées finlandaises
Pour les articles homonymes, voir FDF.
Les Forces armées finlandaises (en finnois « Puolustusvoimat », littéralement « force de défense » ; en anglais, Finnish Defence Forces ou FDF) sont composées des armées de terre, de mer, de l'air et des garde-frontières. Les forces de défense finlandaise sont composées en 2025 de 9 000 militaires professionnels, 270 000 conscrits et de 900 000 militaires réservistes mobilisables à tout moment. 
La conscription, pour les garçons est obligatoire, elle dure 6, 9 ou 12 mois, peut être effectuée en service civil et les femmes peuvent être volontaires pour le service (environ 500 par an). La  force de défense finlandaise peut participer aux opérations de l'Union européenne, des Nations unies et de l'OTAN (depuis 2014 en tant que membre du Partenariat pour la paix  et depuis avril 2023 en tant qu'État membre).

## Organisation
Les forces armées finlandaises sont divisées en trois corps : l'armée de terre, la marine et l'armée de l'air.

### L'armée
La composante terrestre a pour missions principales de défendre le territoire finlandais, de soutenir le gouvernement dans la sauvegarde des fonctions vitales du pays et de participer aux missions internationales menées par des organisations internationales dont la Finlande est membre (ONU, OTAN et Union européenne). L'armée comprend les branches suivantes : infanterie, artillerie, défense aérienne, génie, logistique, forces spéciales et transmissions. L'armée est divisée en brigades qui sont elles-mêmes subdivisées en bataillons. En 2017, il existe 8 brigades contre 15 dans les années 2000.

### La marine
La marine finlandaise est composée d'un quartier général et de six brigades. La marine finlandaise ne dispose d'aucun navire de surface de haute mer et sa flotte est composée essentiellement de petits navires de patrouilles et de dragueurs de mines.

### La force aérienne
La composante aérienne des forces armées finlandaises existe depuis l'indépendance du pays en 1918. Elle est actuellement composée de 3 000 personnes civiles et militaires tandis que chaque année 1 500 conscrits font leur service militaire au sein de la Force aérienne finlandaise.
En 2022 l'armée de l'air opère entre 55 et 69 F/A-18C Hornet, en décembre 2021 le pays a fait savoir son intention de se procurer des F-35A,.

## Budget
L'évolution du budget de la défense finlandaise en milliards de dollars selon les données de la Banque mondiale est la suivante,, :
| Année | Budget de la défense | % du PNB | % dépenses publiques |
| ----- | -------------------- | -------- | -------------------- |
| 1989  | $ 1 766 586 166      | 1,53     | 3,17                 |
| 1990  | $ 2 141 300 984      | 1,56     | 3,22                 |
| 1991  | $ 2 200 991 549      | 1,78     | 3,09                 |
| 1992  | $ 2 075 955 550      | 1,91     | 3,03                 |
| 1993  | $ 1 615 424 809      | 1,87     | 2,85                 |
| 1994  | $ 1 756 338 984      | 1,76     | 2,74                 |
| 1995  | $ 1 908 986 807      | 1,42     | 2,37                 |
| 1996  | $ 2 021 797 095      | 1,53     | 2,62                 |
| 1997  | $ 1 947 002 590      | 1,54     | 2,79                 |
| 1998  | $ 1 959 708 814      | 1,46     | 2,85                 |
| 1999  | $ 1 653 905 119      | 1,22     | 2,45                 |
| 2000  | $ 1 558 135 250      | 1,24     | 2,64                 |
| 2001  | $ 1 479 270 879      | 1,14     | 2,47                 |
| 2002  | $ 1 611 406 522      | 1,15     | 2,43                 |
| 2003  | $ 2 475 059 743      | 1,45     | 2,99                 |
| 2004  | $ 2 892 938 124      | 1,47     | 3,05                 |
| 2005  | $ 2 999 391 049      | 1,47     | 2,98                 |
| 2006  | $ 3 128 517 474      | 1,44     | 2,99                 |
| 2007  | $ 3 296 557 750      | 1,29     | 2,76                 |
| 2008  | $ 3 958 118 334      | 1,39     | 2,91                 |
| 2009  | $ 3 940 584 835      | 1,56     | 2,89                 |
| 2010  | $ 3 717 180 505      | 1,49     | 2,77                 |
| 2011  | $ 4 099 505 807      | 1,49     | 2,78                 |
| 2012  | $ 3 943 239 958      | 1,53     | 2,75                 |
| 2013  | $ 4 161 139 945      | 1,53     | 2,70                 |
| 2014  | $ 3 985 508 352      | 1,45     | 2,53                 |
| 2015  | $ 3 399 134 967      | 1,45     | 2,57                 |
| 2016  | $ 3 415 008 250      | 1,42     | 2,55                 |
| 2017  | $ 3 431 090 217      | 1,35     | 2,52                 |
| 2018  | $ 3 756 949 117      | 1,36     | 2,55                 |
| 2019  | $ 3 629 646 216      | 1,35     | 2,53                 |
| 2020  | $ 4 087 541 320      | 1,53     | 2,66                 |
| 2021  | $ 5 903 500 473      | 2,03     | 3,55                 |

En 2024 il s'est élevé à 2,4 % du PIB de l’État.

## Engagements internationaux
Du fait de son statut d'État neutre, la Finlande a très tôt déployé des militaires dans différentes opérations de maintien de la paix. Toutefois, la Finlande a exprimé certaines réticences à participer aux missions plus récentes nécessitant un emploi de la force plus généralisé et plus seulement limité aux cas d'autodéfense. La loi sur la gestion militaire des crises de 2006 autorise le pays à déployer des soldats dans le cadre d'opérations de l'ONU, de l'OSCE mais aussi pour la première fois de l'Union européenne. En outre, elle permet la participation de la Finlande à des opérations conjointes avec l'OTAN dans le cadre du partenariat pour la paix. Enfin, les effectifs déployés simultanément dans des opérations de maintien de la paix ne peuvent excéder 2 000 hommes.
Les chiffres ci-dessous sont en date du mois de septembre 2011 :
- Afghanistan : 156 militaires au sein de la FIAS. La plupart sont sous commandement suédois près de Mazâr-e Charîf tandis que des personnels d'état-major servent au sein du Commandement Nord et du quartier-général de la FIAS ;
- Kosovo : 20 militaires au sein de la KFOR. La Finlande a fortement réduit sa contribution en 2010 où 250 soldats étaient encore présents dans la région ;
- Bosnie-Herzégovine : 4 officiers d'état-major au sein de la mission EUFOR Althea. Au moment du lancement de la mission en 2004, l'armée finlandaise déploya 200 militaires sur le terrain mais les 50 derniers soldats ont quitté le territoire bosniaque en 2009. La Finlande continuant son engagement par le détachement d'officiers d'état-major[15];
- Géorgie : 28 observateurs militaires ;
- Somalie : 4 militaires au sein de la mission Atalanta et 4 autres servant en tant qu'instructeurs de l'armée somalienne en Ouganda ;
- ONUST : 12 observateurs militaires. La Finlande participe à cette mission depuis 1967 ;
- Liberia : 2 officiers d'état-major à Monrovia au sein de la MINUL ;
- Inde et  Pakistan : 5 observateurs militaires au sein de l'UNMOGIP. La Finlande y déploie des observateurs militaires depuis 1961.

L'armée finlandaise est aussi membre de la coopération nordique de défense qui réunit la Finlande, la Norvège, l'Islande, la Suède et le Danemark. Cette organisation a pour objectif d'accroître la coopération entre ses différents États membres pour faire face à l'augmentation régulière des dépenses de défense qui compliquent le bon accomplissement des missions de défense.